# گلادیس پورتوگس
گلادیس پورتوگس (به انگلیسی: Gladys Portugues) (متولد ۳۰ سپتامبر ۱۹۵۷) یک بدنساز حرفه‌ای زن و فوتبالیست آمریکایی سابق است. او به عنوان یک بدنساز حرفه‌ایی دو بار در مسابقات میس المپیا در لیست ۱۰ ورزشکار برتر قرار گرفت. شوهرش بازیگر بلژیکی و هنرمند رزمی ژان کلود ون دام می‌باشد.

## زندگی شخصی
در سال ۱۹۸۷، در سن سی سالگی، پورتوگس با هنرمند رزمی بلژیکی و بازیگر ژان کلود ون دام ازدواج کرد. این زوج در سال ۱۹۹۲ منجر به طلاق شد. اما در سال ۱۹۹۹ دوباره باهم ازدواج کردند. در تاریخ ۱۸ مارس ۲۰۱۵ گلادیس پورتوگس درخواست طلاق از شوهرش (ژان کلود ون دام) برای دومین بار ثبت نام کرد، اما یک هفته بعد این پرونده را لغو کرد. آنها دو فرزند بنام‌های کریستوفر فن وارنبرگ (متولد ۱۹۸۷) و بیانکا بری (متولد ۱۹۹۰) دارند.

## کتاب‌ها
- بدن سخت، اکسپرس، پرتغالی، دل؛ مجوز ۱۹۸۸ شابک ‎۰−۴۴۰−۵۳۴۲۶−۷
- بدن سخت، دل؛ نسخه مجدد سال ۱۹۸۶، شابک ‎۰-۴۴۰-۵۳۴۲۴-۰